# Arena (Schiff)
Die Arena ist ein 2004/05 gebautes Fluss-Kreuzfahrtschiff, das zur Premicon AG gehörte, unter der Bereederung der KD Cruise Services Ltd. stand und in der Zeitcharter von dem Stuttgarter Reiseveranstalter 1Avista auf der Donau eingesetzt wurde. Sie war das erstgebaute Schiff vom Typ TwinCruiser, bei dem die Fahrgasteinheit von der Antriebseinheit baulich voneinander getrennt wurden. Das Schiff wurde 2006 mit dem ShipPax Award für das beste Kreuzfahrtkonzept ausgezeichnet.

## Ausstattung
Die Flamenco ist ein Dreideck-Kabinenschiff der 4-Sterne-Kategorie mit 96 Doppelkabinen und zwei Vierbettkabinen die jeweils 13 m² Raumfläche aufweisen. Die beiden Vierbettkabinen die jeweils mit zwei Klappbetten ausgestattet sind befinden sich im Hauptdeck, in dem auch 24 Mannschaftskabinen, Versorgungs- und Lagerräume sowie der Sauna und Fitnessbereich eingerichtet wurden. Die jeweils 48 Zweibettkabinen im Mittel- und Oberdeck haben alle einen französischen Balkon. Alle Kabinen sind mit Radio, Sat-TV, Minibar, Safe und Telefon ausgestattet. Im Bugbereich sind im Mitteldeck das Restaurant und im Oberdeck der Panoramasalon mit Bar eingerichtet worden. Diese Bereiche verfügen über eine raumhohen Rundumverglasung. Das sich über die gesamte Fahrgasteinheit erstreckende Sonnendeck ist mit Liegestühlen, Sitzgruppen, Windschutzwänden und Sonnensegeln ausgestattet. In der achtern liegenden baulich getrennten Antriebseinheit liegen die Kabinen für das nautische Personal.

## Konstruktion und Technik
Bei dem Schiff handelt es sich um einen TwinCruiser, der zum Lärmschutz für die Passagiere mit zwei festgekuppelten Schiffskörpern konstruiert wurde. Die Antriebseinheit ist 25 m lang, die Fahrgasteinheit 110 m. Die Breite der beiden Einheiten beträgt 11,40 m. Sie wird von zwei MTU-Dieselmotoren à 800 kW über zwei vierflügelige Veth-Propellergondeln angetrieben. Zusätzlich verfügt das Schiff über ein Bugstrahlruder vom Typ Jastram Azimuth Jet W60-compact. Die Energieversorgung wird durch drei Dieselgeneratoren à 310 kVA gewährleistet.

## Zwischenfälle
Am 2. Oktober 2007 um 0:15 Uhr fuhr die Flamenco in das Stoßschutzseil der Schleuse am Laufwasserkraftwerk Abwinden-Asten (Oberösterreich) und kollidierte dadurch mit einer Kranschiene, die die Schleuse vor dem Unterhaupt überspannte. Ein 170 Tonnen schweres Bauteil löste sich dabei aus der Verankerung und stürzte auf den Bug des Schiffes, wodurch die Panoramafenster des großen Salons sowie die Decksaufbauten in Bugbereich ebenso wie das Radar und die Ankerwinsch zerstört wurden. Zwei Passagiere erlitten einen Schock, ein dritter trug eine Platzwunde am Kopf davon. Die Flamenco wurden anschließend bei den Österreichischen Schiffswerften in Linz repariert.